# Respiratoriskt epitel
Respiratoriskt epitel är ett cylindriskt, skenskiktat, (eng: pseudostratified, se illustration nedan, längst ner till höger) epitel på insidan av luftvägarnas väggar. Epitel av den här typen har stora mängder cilier. Eftersom luftvägarna alltid delar sig så att delningen alltid resulterar i två mindre luftrör, aldrig fler eller med två olika diametrar. Luftrören blir alltså dubbelt så många med allt mindre diameter. En sådan delning kallas dikotom. Med minskande diameter på luftröret minskar också höjden på epitelet och desto färre cilier finns på dess yta. I bronkiolerna i slutet av luftvägarna, omedelbart innan alveolerna och i själva alveolerna är epitelet enskiktat.
I skenskiktat epitel ligger cellkärnorna i två skikt. Några av kärnorna ligger långt ner i epitelvävnaden, nära basalmembranen, de andra kärnorna ligger mera centralt i epitelet.

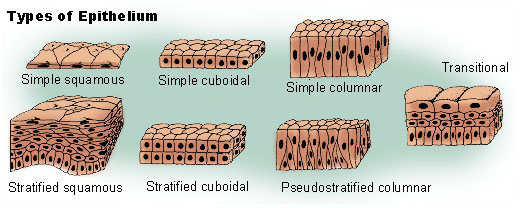
Olika typer av epitel. Det skenskiktade kallas på engelska pseudostratified(längst ner t.h.)